# بيل برجلاند
بيل برجلاند (بالإنجليزية: Bill Berglund)‏ هو لاعب هوكي الجليد أمريكي، ولد في 24 سبتمبر 1945 في إيفرت في الولايات المتحدة.

## وصلات خارجية
- بيل برجلاند على موقع EliteProspects.com (الإنجليزية)
- بيل برجلاند على موقع HockeyDB.com (الإنجليزية)
- بيل برجلاند على موقع Hockey-Reference.com (الإنجليزية)